# Salmouille
La Salmouille également orthographiée Sallemouille est une rivière du département de l'Essonne, affluent de l'Orge.

## Géographie
Elle prend sa source à Gometz-la-Ville, et se jette dans l'Orge à Brétigny-sur-Orge.
Elle a deux courts affluents, le ruisseau de l'Étang où un bassin a été aménagé au confluent à Marcoussis et le ru de Guillerville où un bassin a également été aménagé à son confluent à Linas par le syndicat de l'Orge en prévention des inondations.
Certains tronçons qui avaient été recouverts notamment à Marcoussis sont remis à jour.

## Communes traversées
Elle traverse les communes de :
- Gometz-la-Ville
- Gometz-le-Châtel
- Janvry
- Saint-Jean-de-Beauregard
- Marcoussis
- Linas
- Longpont-sur-Orge
- Brétigny-sur-Orge

## Pour approfondir